# Mandolina

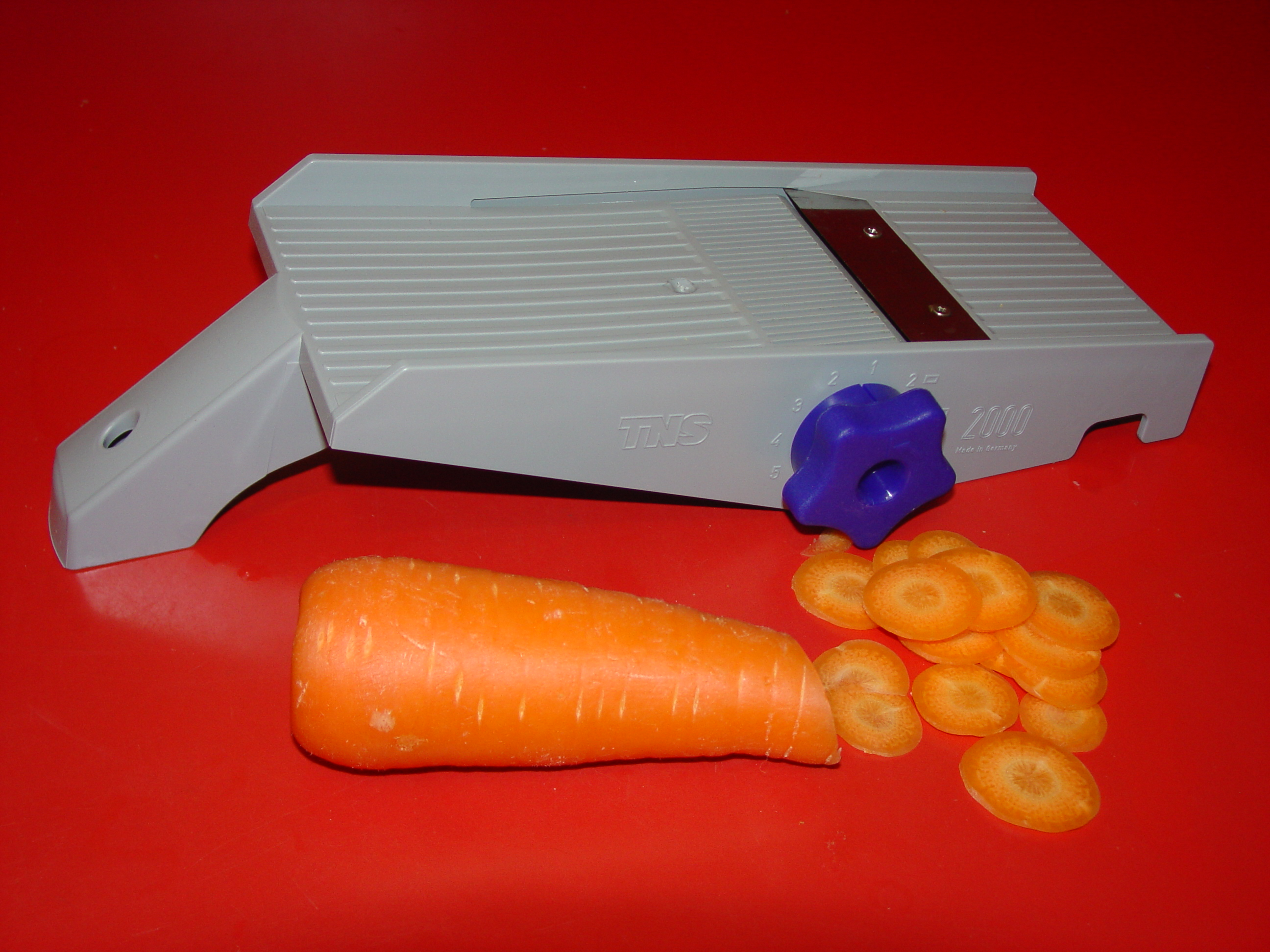
Mandolina utensílio culinário (ralador)

A mandolina é um utensílio culinário usado para ralar e cortar alimentos, principalmente vegetais, por exemplo em juliana.  